# Lonicera hildebrandiana
Lonicera hildebrandiana är en kaprifolväxtart som beskrevs av Collett och Hemsl. Lonicera hildebrandiana ingår i släktet tryar, och familjen kaprifolväxter. Inga underarter finns listade i Catalogue of Life.

## Bildgalleri

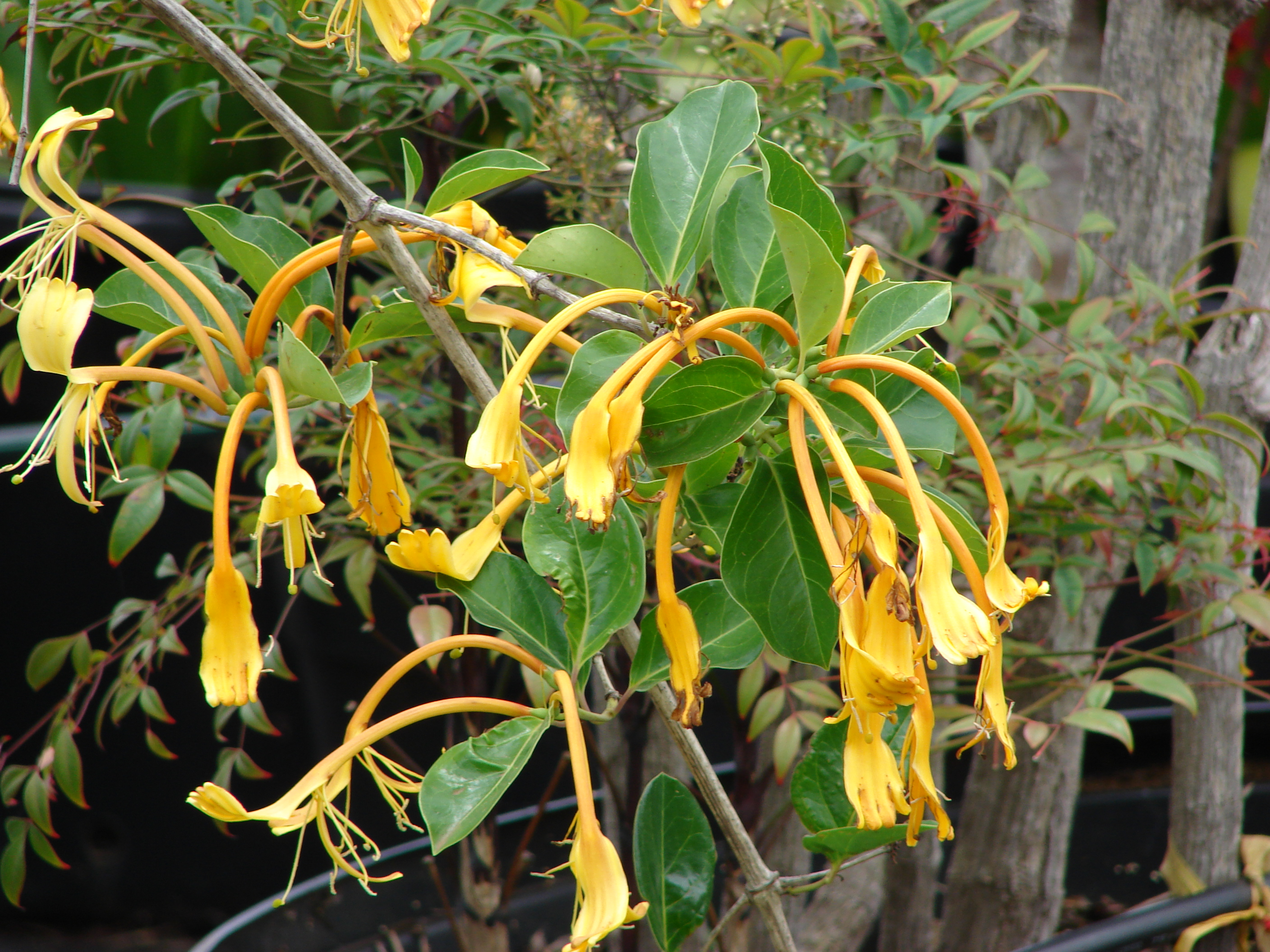
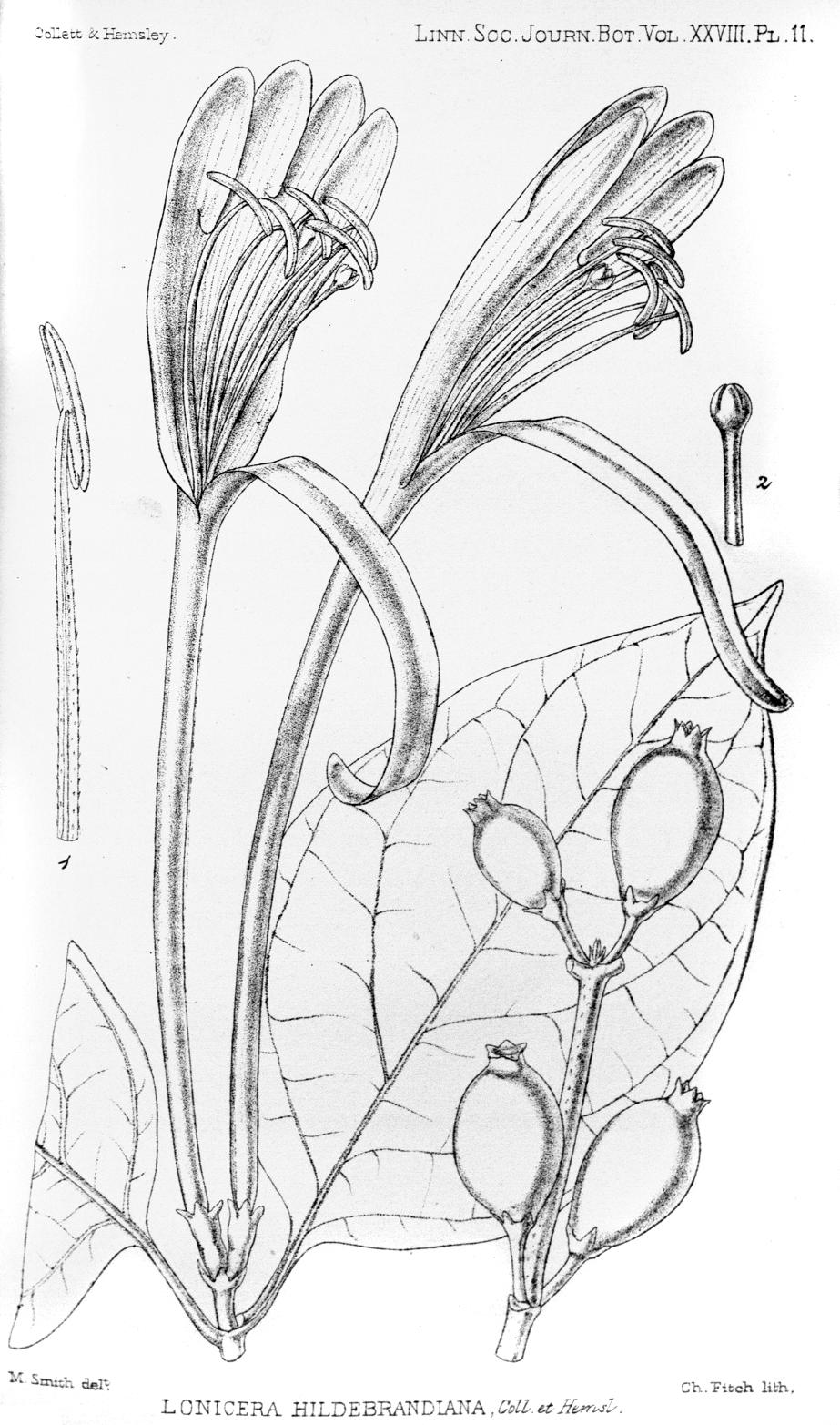
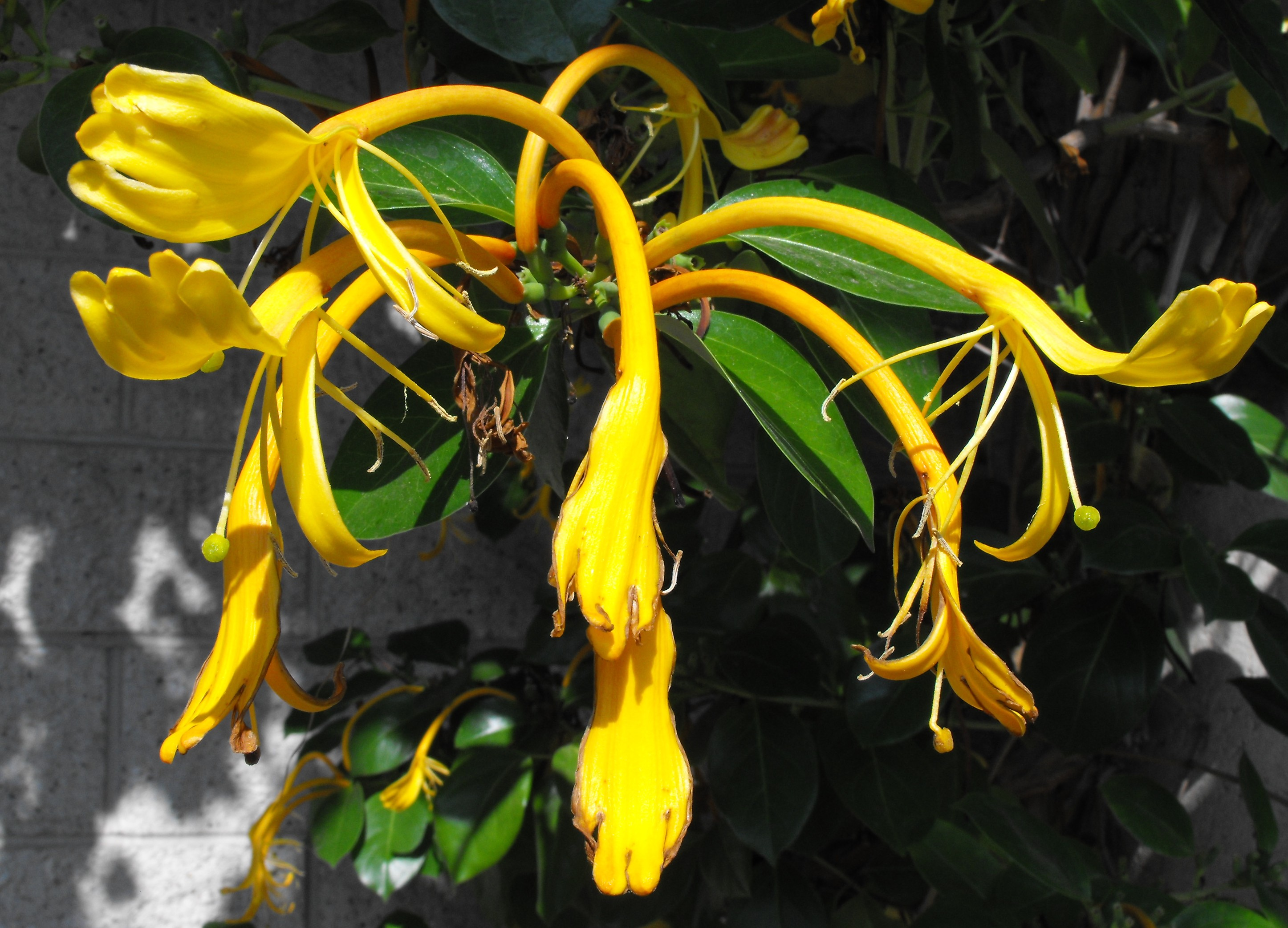